# Abschnittsbefestigung Bürg (Volkenschwand)
Die Abschnittsbefestigung Bürg befindet sich im Gemeindeteil Bürg der niederbayerischen Gemeinde Volkenschwand im Landkreis Kelheim. Der Platz der Höhenburganlage liegt an der Kreisstraße KEH 33, die von Volkenschwand nach Rainertshausen führt und bei der Abzweigung nach Bürg ca. 150 m westlich des westlichen Hofes von Bürg. Die Anlage wird als „frühmittelalterliche Abschnittsbefestigung“ unter der Aktennummer D-2-7337-0015 als Bodendenkmal im Bayernatlas aufgeführt.

## Beschreibung
Zwischen der Kreisstraße und der Zufahrtsstraße nach Bürg liegen oberhalb eines nach Westen zur Großen Laaber steil abfallenden Abhangs die Reste der Wehranlage. Die Anlage umfasst ca. 130 × 130 Meter. Im Osten sicherte ein Graben den Innenraum vom Hinterland ab, im Westen war sie durch den Steilanhang geschützt, im Süden und Norden sind es Geländeeinschnitte, die Schutz boten. Der Innenraum ist nochmals künstlich angeböscht. 50 m vor der Umbiegung an der Westseite teilt eine 1 – 2 m breite Berme den Hang. Sie verläuft an der gesamten Westfront 4 m unter dem Innenraumniveau; teilweise wird sie von Abrutschungen und Auffüllungen unterbrochen. Zudem verläuft dort ein Hanggraben mit einem schwachen Außenwall an der Westseite.

## Geschichte
Die Anlage hängt vermutlich mit dem mittelalterlichen Wegesystem zusammen. Direkt an Bürg führte der „Landshuter Weg“ über Obersüßbach nach Landshut vorbei. Vermutlich gab es zudem eine Trasse entlang der Großen Laaber, die nach Au verläuft.
Urkundliche Belege für die Anlage gibt es nicht. Bürg taucht erst 1752 als ein zum Kastenamt Landshut gehörendes Gut auf.